# 土山湾美术馆
土山湾美术馆位于上海徐汇区田林东路8号，是徐汇艺术馆的分馆。

## 历史
土山湾美术馆于2007年12月6日正式对外开放。其建筑为三层椭圆形钢结构，拥有2个大型展厅，面积共约1200平方米，4米层高及相应配套设施，适合各种形式的大型艺术展览。
因为靠近中国油画发源地土山湾画馆旧址，故命名为“土山湾美术馆”。展厅内特辟近30平方米土山湾历史展区，展出当年土山湾画馆的图片资料、大事年表，以及搜集到的数十件关于土山湾历史物件。

## 交通

### 地铁
- 上海轨道交通1号线、上海轨道交通12号线漕宝路站
- 上海轨道交通3号线漕溪路站

### 公交
- 120路、122路、927路、946路：田林东路漕溪路站
- 43路、50路、92路、120路、157路、198路、218路、315路、703路、704路、704路b线、718路、720路、816路、946路、徐闵线：漕溪路田林东路站
- 122路：钦州路田林东路站